# Paul Sackey
Paul Henry Sackey (* 8. November 1979 in London) ist ein ehemaliger englischer Rugby-Union-Spieler, der auf der Position des Außendreiviertels eingesetzt wurde. Er war unter anderem für die englische Nationalmannschaft, den Wasps RFC und Stade Français aktiv.

## Biografie
Der Sohn ghanaischer Einwanderer spielte in seiner Jugend zunächst Fußball, ehe er im Alter von 17 Jahren mit dem Rugbysport begann. Aufgrund seiner Schnelligkeit wurde Sackey bald in die erste Mannschaft seiner Schule in Purley berufen, mit der er zweimal in Folge die englische Schülermeisterschaft im Siebener-Rugby gewann. Ein Talentsichter der London Wasps holte ihn in die Juniorenauswahl des Vereins. Seine erste Station als Profispieler waren 1999 die Bedford Blues, bei denen er sich für die U21-Auswahl Englands empfahl; im selben Jahr nahm er an der Juniorenweltmeisterschaft in Neuseeland teil. 2000 wechselte er zu den London Irish in die höchste Profiliga Englands, ebenso hatte er sein Debüt für die Siebener-Nationalmannschaft. Im Laufe der nächsten Jahre erzielte er für London Irish zahlreiche Versuche in der Premiership und trug 2002 zum Gewinn des Anglo-Welsh Cup bei.
2005 wechselte Sackey zu den London Wasps, die einst sein Talent entdeckt hatten. In seiner ersten Saison dort landete er am Ende der Spielzeit unter den drei Spielern mit den meisten Versuchen. Am 5. November 2006 feierte Sackey sein Debüt in der englischen Nationalmannschaft, als sie im Twickenham Stadium auf die neuseeländischen All Blacks traf. Seinen ersten Versuch als Nationalspieler erzielte Sackey eine Woche später bei der 18:25-Heimniederlage gegen Argentinien. Verletzungshalber konnte er nicht am Six Nations 2007 teilnehmen, zur Weltmeisterschaft 2007 war er aber wieder fit und gehörte zur Stammformation. In der Vorrunde gelangen ihm jeweils zwei Versuche gegen Samoa und Tonga. Beim WM-Finale gegen Südafrika, das mit 6:15 verloren ging, stand er in der Startaufstellung. Beim Six Nations 2008 gehörte Sackey zu den erfolgreichsten Spielern mit drei Versuchen in fünf Spielen. Im darauf folgenden Jahr ließ seine Form jedoch nach, weshalb er nicht mehr für die Nationalmannschaft aufgeboten wurde.
Auf Vereinsebene gewann Sackey mit den Wasps zweimal den Meistertitel (2005, 2008), einmal den Anglo-Welsh Cup (2006) und einmal den Heineken Cup (2007). Zu Beginn der Saison 2010/11 wechselte er nach Frankreich zum RC Toulon. Allerdings zeigte sich Vereinspräsident Mourad Boudjellal unzufrieden mit den Leistungen des Neuzugangs und löste seinen Vertrag im Mai 2011 auf. Sackey spielte daraufhin zwei Jahre lang bei Stade Français. 2013 ging Sackey zurück nach England zu den Harlequins, 2014 beendete er seine Sportkarriere.